# Nectaropetalum eligulatum
Nectaropetalum eligulatum är en tvåhjärtbladig växtart som först beskrevs av Joseph Marie Henry Alfred Perrier de la Bâthie, och fick sitt nu gällande namn av Bard.-vauc.. Nectaropetalum eligulatum ingår i släktet Nectaropetalum och familjen Erythroxylaceae. Inga underarter finns listade i Catalogue of Life.